# 埃莉诺·帕克
埃莉诺·简·帕克（英語：Eleanor Jean Parker， 1922年6月26日—2013年12月9日）是一名美国演员，曾三次获得奥斯卡最佳女主角奖提名。她扮演的最出名的角色是1965年的电影《音乐之声》中的男爵夫人。

## 生平
埃莉诺·帕克出生在美国俄亥俄州席達維爾，父亲是一名数学老师。她小时候就曾出演校园话剧，后到马萨诸塞州玛莎葡萄园的赖斯夏季戏剧学校学习表演，之后又在加利福尼亚州的帕萨迪纳剧院学习。虽然在此期间多次有星探找她试镜，但她都拒绝了。她完成学业后很快就与华纳兄弟签约。

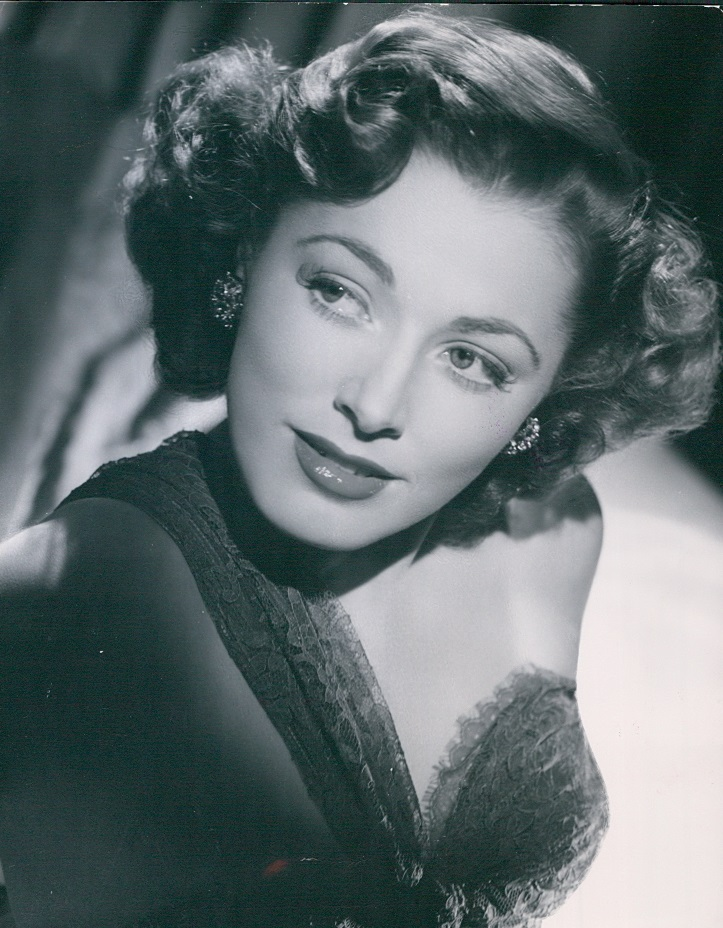

在1941年放映的电影《马革裹尸还》（They Died With Their Boots On）中，埃莉诺·帕克虽然有戏份，但被剪掉了。1942年她在两个宣传战事的短片中露面，并在黑帮电影《大佬》中为一名电话接线员配音。第一次真正登上电影屏幕是在年底的《巴士轰鸣》（Busses Roar）中扮演一名受惊的巴士乘客。此后她出演了多部电影，例如在关于吸毒的影片《金臂人》（The Man With the Golden Arm）中扮演一位不体贴人的妻子。埃莉诺出演的几部喜剧颇获好评，比如《邂逅的爱情》（The Voice of the Turtle）、《合家欢》（A Hole in the Head）、《一王四后》。
在1960年代，她客串过几部电视剧，在电视剧《布拉肯的世界》中的演出使她备受关注。她出演的最后一部院线电影是《晒伤》（Sunburn），最后一部电视电影是1991年的《裸露畸恋》（Dead on the Money）。
2013年12月9日，埃莉诺在加利福尼亚州棕榈泉市死于肺炎并发症。

## 家庭
埃莉诺·帕克1943年与一名海军牙医弗雷德·L·洛斯（Fred L. Losse）结婚，21个月后离婚。1946年，她嫁给了电影制片人伯特·E·弗雷德罗伯（Bert. E. Friedlob），1953年离婚，育有三个孩子。
在1954年，她与艺术家保罗·克莱门斯（Paul Clemens）结婚，1965年离婚，育有一子。1966年，她嫁给了芝加哥商人雷蒙德·N·赫希（Raymond . N. Hirsch）。他在2001年去世。

## 奖项[1]
- 1950年《铁窗红泪》，奥斯卡最佳女演员提名
- 1951年《大侦探故事》，奥斯卡最佳女演员提名
- 1955年《西厢情断》，奥斯卡最佳女演员提名
- 1963年电视剧《第十一小时》，艾美奖提名
- 1955年《西厢情断》，奥斯卡最佳女演员提名

## 作品年表
- Sunburn（1979年）
- 梦幻岛Fantasy Island（1978年）（TV series?1978-1984）
- 猫眼Eye of the Cat（1969年）
- 虎Il tigre（1967年）
- 美国梦An American Dream（1966年）
- 奥斯卡The Oscar（1966年）
- 音乐之声The Sound of Music（1965年）
- Panic Button（1964年）
- 秘密特工The Man from U.N.C.L.E.（1964年）电视系列剧
- 麦迪逊大街Madison Avenue（1962年）
- 重返故里Return to Peyton Place（1961年）
- Home from the Hill（1960年）
- 合家欢A Hole in the Head（1959年）
- 七宗罪The Seventh Sin（1957年）
- 一王四后The King and Four Queens（1956年）
- 西厢情断Interrupted Melody（1955年）
- 过关斩将Many Rivers to Cross（1955年）
- 金臂人The Man with the Golden Arm（1955年）
- Valley of the Kings（1954年）
- 蚂蚁雄兵The Naked Jungle（1954年）
- 血战勇士堡Escape from Fort Bravo（1953年）
- 美人如玉剑如虹Scaramouche（1952年）
- 原子弹轰炸广岛记Above and Beyond（1952年）
- 侦探的故事Detective Story（1951年）
- 喷射的爱情Chain Lightning（1950年）
- 铁窗红泪Caged（1950年）
- 感觉如此美妙It's a Great Feeling（1949年）
- 白衣女人The Woman in White（1948年）
- 名士殉情记Of Human Bondage（1946年）
- 海军的骄傲Pride of the Marines（1945年）
- 天壤之别Between Two Worlds（1944年）
- 好莱坞餐厅Hollywood Canteen（1944年）
- 直捣东京Destination Tokyo（1943年）
- The Mysterious Doctor（1943年）
- 莫斯科使团Mission to Moscow（1943年）
- 大人物The Big Shot（1942年）
- 最后的人They Died with Their Boots On（1941年）